# Грејс Мур
Грејс Мур (енгл. Grace Moore; Дел Рио, 5. децембар 1898 — Копенхаген, 26. јануар 1947) је била америчка оперска певачица и глумица у позоришним и телевизијским мјузиклима. Номинована је за Оскара за најбољу главну глумицу за улогу у филму One Night of Love из 1934. године. Њени филмови су популаризовали оперу међу Американцима. Погинула је 1947. године, када се авион којим је летела срушио код Копенхагена.